# Bessie Griffin

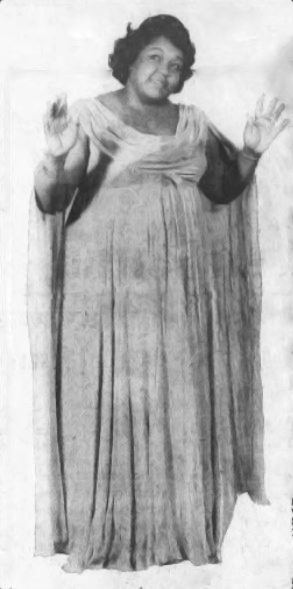
Bessie Griffin, 1977

Bessie Griffin (* 6. Juli 1922 in New Orleans als Arlette B. Broil; † 10. April 1989 in Culver City, Kalifornien) war eine amerikanische Gospelsängerin. Als erste Interpretin von Gospels trat sie mit diesem Repertoire auch in Nachtclubs auf.

## Leben und Wirken
Griffin wurde, nachdem ihre Mutter früh starb, von einer Tante in einem streng baptistischen Haushalt erzogen. Die Tante leitete sie mit fünf Jahren zum Singen in der Kirche an. Bereits in der Junior High School trat Broil mit einem Gospel-Quartett auf, den bereits seit 1934 bestehenden Southern Harps. Nach einer Tournee durch den Süden nahm das A-cappella-Quartett, das nur aus jungen Frauen bestand, 1947 in New York zwei Platten für King Records auf, darunter What a Friend We Have in Jesus. Im folgenden Jahr nahmen sie auch mit Bob Shad als Southern Revivalists of New Orleans auf. Auch nahm sie, begleitet von Brownie McGhee, mehrere Stücke als Solistin für Shad auf.
Nach einer gescheiterten zweijährigen Ehe mit Willie Griffin begann Griffin 1951 eine neue Beziehung mit Spencer Jackson (ein Kind). Als ihr Vorbild Mahalia Jackson 1951 nach New Orleans kam, um dort zu singen, lernten sich die beiden Sängerinnen kennen. Jackson lud sie nach Chicago ein, wo sie im Coliseum-Stadium bei einem Gospelkonzert zwei Lieder vor einem Publikum von mehr als 40.000 Menschen vortrug.
1953 nahm Griffin ihren Gospel Too Close für ein kleines Label auf, fand damit aber nicht die von ihr erhoffte Aufmerksamkeit. Daraufhin schloss sie sich der Gospelgruppe The Caravans an, die von Albertina Walker geleitet wurde. Mit ihnen nahm sie 1954 neun Titel für States Records auf, verließ aber die Gruppe, da sie dort nicht ausreichend Geld für ihren Lebensunterhalt verdienen konnte. Sie zog nach Chicago und trat dort in den Kirchen auf. Sie nahm auch eine Single für Al Bensons Parrot-Label auf. Sie tourte ein Jahr lang mit W. Herbert Brewster Jr.
Da der Durchbruch ausblieb, kehrte Griffin nach New Orleans zurück, wo sie als Solistin und Diskjockette auftrat. 1958 zog sie nach Los Angeles. Dort gründete Griffin die Gospel Pearls. Gemeinsam mit Robert Blackwell konzipierte sie Portraits in Bronze, das erste Gospel-Musical. Nachdem sie damit in Los Angeles aufgetreten war, führte sie das Stück in Las Vegas und verschiedenen kalifornischen Theatern und Nachtclubs auf. Anschließend nahm sie das Album Portraits in Bronze für Liberty Records auf sowie mit großem Orchester das Album It Takes a Lof of Love für Decca Records.
In den 1960er Jahren trat sie mit den Gospel Pearls in Nachtclubs auf, sang und nahm weitere Gospelalben auf. Mit den Gospel Pearls entstanden Kurzfilme; auch trat sie mehrfach im Fernsehen auf, 1962 in einem Dinah Shore Special mit Frank Sinatra, Gerry Mulligan und den Folksängern Bud & Travis. Gesundheitliche Probleme führten in den 1970er Jahren zu einer Unterbrechung der Karriere. 1974 erschien sie in dem Spielfilm Together Brothers von William A. Graham in der Rolle der Reverend Mary Healing Brown. Die Aufnahmen der Southern Revivalists of New Orleans wurden 1984 wiederveröffentlicht, und sie tourte weiterhin auf Festivals und in Kirchen, soweit es ihr Gesundheitszustand zuließ. 1981 erschien ihr in Europa aufgenommenes Album Negro Spirituals Gospel Songs – Live in Europe; im Folgejahr trat sie beim Montreux Jazz Festival auf. 1989 wurde die Kompilation Even Me: Four Decades of Bessie Griffin veröffentlicht. Im selben Jahr starb sie an den Folgen einer Krebserkrankung.